# Okres Zgierz
Okres Zgierz (polsky Powiat zgierski) je okres v polském Lodžském vojvodství. Rozlohu má 855,18 km² a v roce 2020 zde žilo 165 850 obyvatel. Sídlem správy okresu je město Zgierz.

## Gminy
Městské:
- Głowno
- Ozorków
- Zgierz

Městsko-vesnické:
- Aleksandrów Łódzki
- Parzęczew
- Stryków

Vesnické:
- Głowno
- Ozorków
- Zgierz

## Města
- Aleksandrów Łódzki
- Głowno
- Ozorków
- Parzęczew
- Stryków
- Zgierz

## Sousední okresy
| Růžice kompasu | Łęczyca   | Łęczyca      | Łowicz      | Růžice kompasu |
| Růžice kompasu | Poddębice | Sever        | Brzeziny    | Růžice kompasu |
| Růžice kompasu | Poddębice | Okres Zgierz | Brzeziny    | Růžice kompasu |
| Růžice kompasu | Poddębice | Jih          | Brzeziny    | Růžice kompasu |
| Růžice kompasu | Pabianice | Lodž         | Lodž východ | Růžice kompasu |